# Pure
Pour les articles homonymes, voir Pure (homonymie).
Pure est une commune française, située dans le département des Ardennes en région Grand Est.

## Géographie
|             | Florenville ( Belgique) |                    |
| Messincourt | Pure                    | Matton-et-Clémency |
|             | Osnes                   |                    |

Pure est une commune située à 191 mètres d'altitude et s'étend sur 6,5 km2. Elle est située à 17 km au sud-est de Sedan.
Au dernier recensement de la population comptait 576 habitants.
Ses habitants sont appelés les Purotins et les Purotines.
La commune est traversée par les ruisseaux de l'Aulnois et de la Goutelle et est proche du parc naturel régional des Ardennes.
La commune de Pure compte un important hameau industriel : Messempré.

### Communes limitrophes
- Messincourt,
- Matton-et-Clémency,
- Osnes.

### Hydrographie
La commune est dans le bassin versant de la Meuse au sein du bassin Rhin-Meuse. Elle est drainée par le ruisseau de l'Aulnois,.

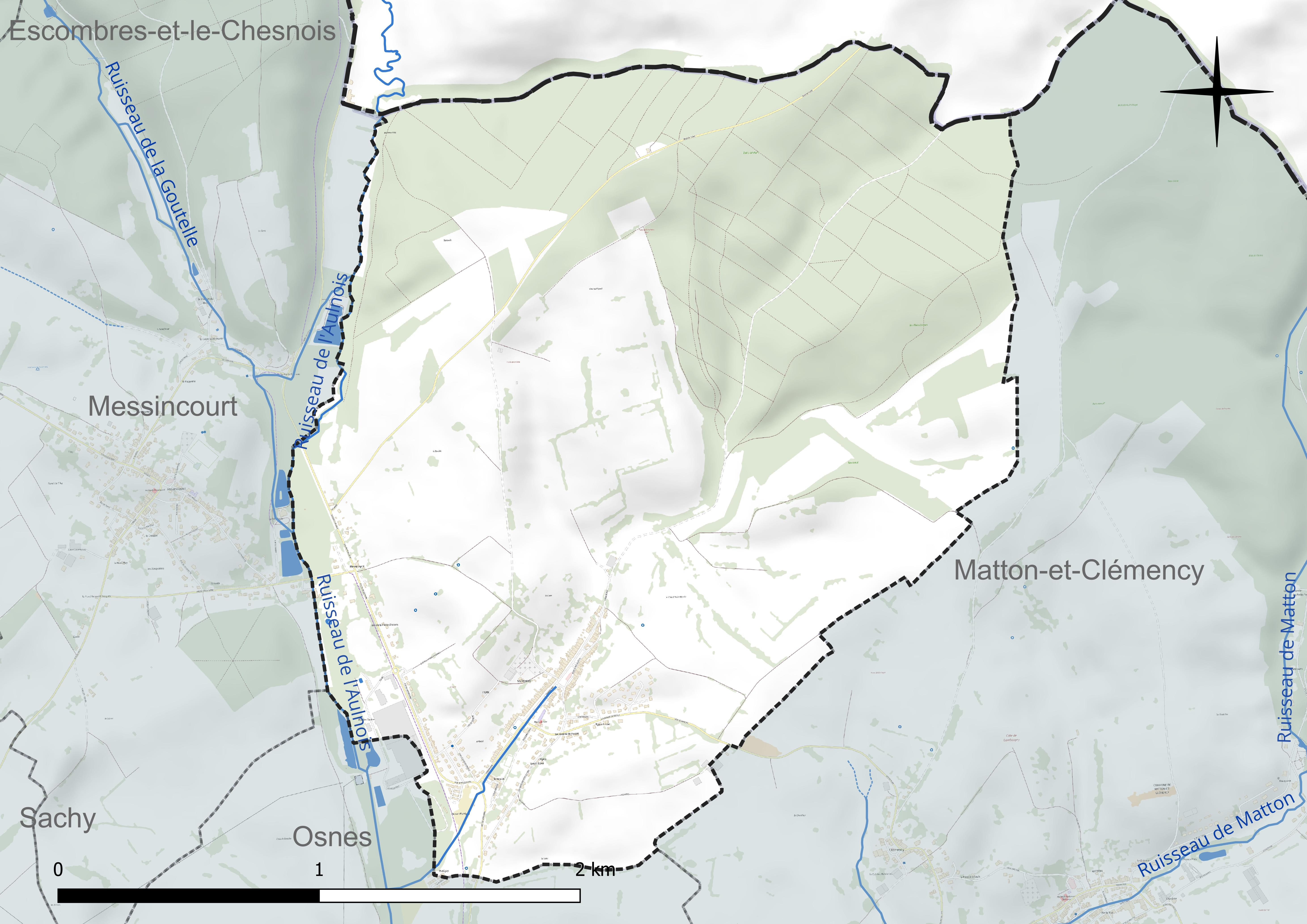
Réseau hydrographique de Pure.

### Climat
Pour des articles plus généraux, voir Climat du Grand Est et Climat des Ardennes.
En 2010, le climat de la commune est de type climat de montagne, selon une étude du Centre national de la recherche scientifique s'appuyant sur une série de données couvrant la période 1971-2000. En 2020, Météo-France publie une typologie des climats de la France métropolitaine dans laquelle la commune est dans une zone de transition entre le climat océanique altéré et le climat océanique altéré et est dans la région climatique Lorraine, plateau de Langres, Morvan, caractérisée par un hiver rude (1,5 °C), des vents modérés et des brouillards fréquents en automne et hiver.
Pour la période 1971-2000, la température annuelle moyenne est de 9,3 °C, avec une amplitude thermique annuelle de 15,6 °C. Le cumul annuel moyen de précipitations est de 958 mm, avec 13,6 jours de précipitations en janvier et 9,7 jours en juillet. Pour la période 1991-2020, la température moyenne annuelle observée sur la station météorologique de Météo-France la plus proche, « Linay », sur la commune de Linay à 7 km à vol d'oiseau, est de 10,4 °C et le cumul annuel moyen de précipitations est de 969,0 mm. 
La température maximale relevée sur cette station est de 42 °C, atteinte le 25 juillet 2019 ; la température minimale est de −24 °C, atteinte le 9 janvier 1985,,.
Les paramètres climatiques de la commune ont été estimés pour le milieu du siècle (2041-2070) selon différents scénarios d'émission de gaz à effet de serre à partir des nouvelles projections climatiques de référence DRIAS-2020. Ils sont consultables sur un site dédié publié par Météo-France en novembre 2022.

## Urbanisme

### Typologie
Au 1er janvier 2024, Pure est catégorisée bourg rural, selon la nouvelle grille communale de densité à 7 niveaux définie par l'Insee en 2022.
Elle est située hors unité urbaine. Par ailleurs la commune fait partie de l'aire d'attraction de Carignan, dont elle est une commune de la couronne,. Cette aire, qui regroupe 12 communes, est catégorisée dans les aires de moins de 50 000 habitants,.

### Occupation des sols
L'occupation des sols de la commune, telle qu'elle ressort de la base de données européenne d’occupation biophysique des sols Corine Land Cover (CLC), est marquée par l'importance des territoires agricoles (51,7 % en 2018), une proportion sensiblement équivalente à celle de 1990 (51,5 %). La répartition détaillée en 2018 est la suivante : 
prairies (45,1 %), forêts (38,7 %), terres arables (6,7 %), zones urbanisées (5,9 %), zones industrielles ou commerciales et réseaux de communication (2,7 %), milieux à végétation arbustive et/ou herbacée (1 %). L'évolution de l’occupation des sols de la commune et de ses infrastructures peut être observée sur les différentes représentations cartographiques du territoire : la carte de Cassini (XVIIIe siècle), la carte d'état-major (1820-1866) et les cartes ou photos aériennes de l'IGN pour la période actuelle (1950 à aujourd'hui).

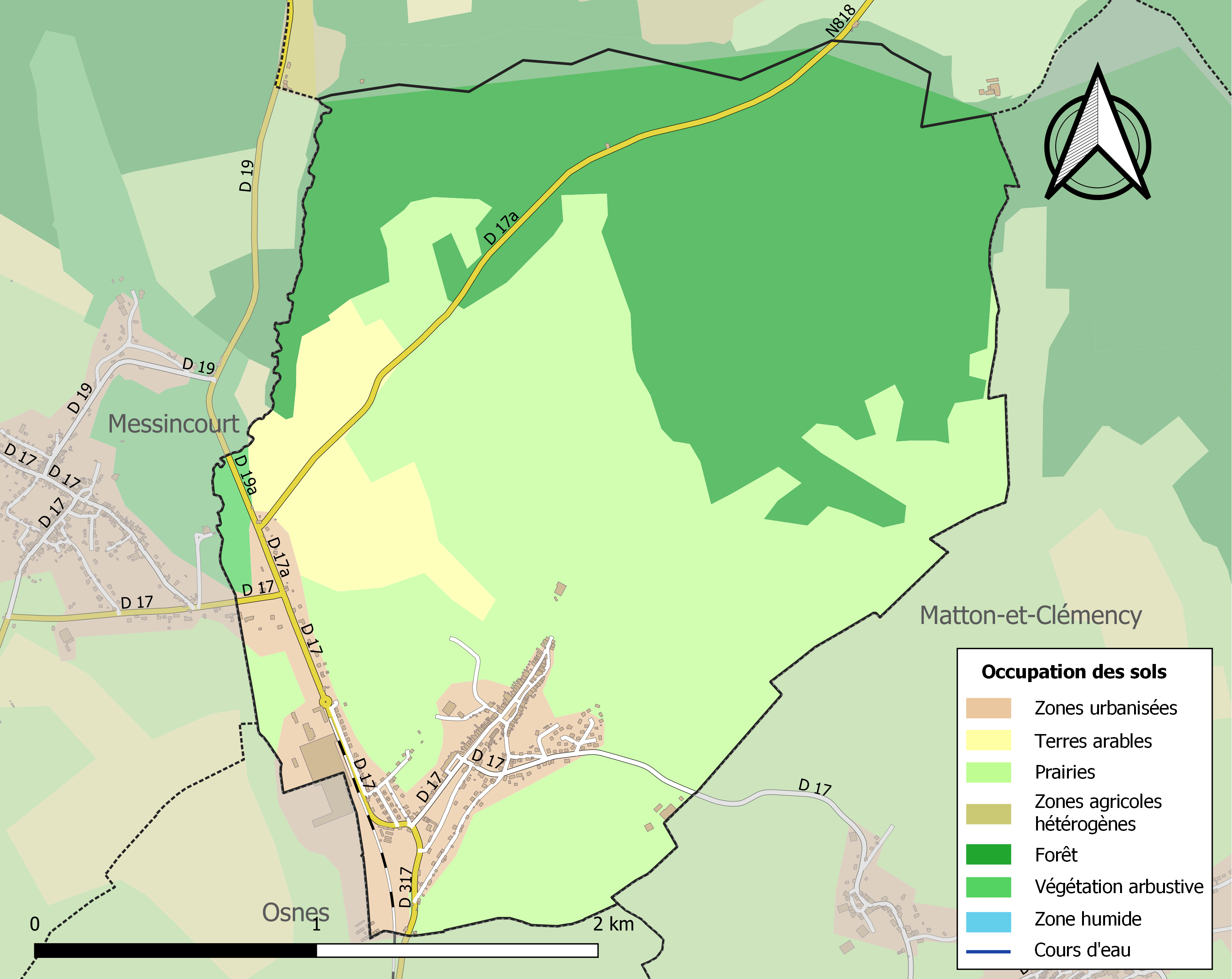
Carte des infrastructures et de l'occupation des sols de la commune en 2018 (CLC).

## Toponymie
De l'oïl, l'adjectif féminin pure « ( eau ) pure », probablement celle du ruisseau de l'Aulnois.

## Politique et administration
Maires successifs :
- François André Boutmy

| Période                                  | Période                   | Identité                                  | Étiquette | Qualité |
| ---------------------------------------- | ------------------------- | ----------------------------------------- | --------- | ------- |
| mars 2001                                | 2014                      | Gilbert Remy                              |           |         |
| mars 2014                                | En cours (au 24 mai 2020) | Yves Mozet Réélu pour le mandat 2020-2026 |           |         |
| Les données manquantes sont à compléter. |                           |                                           |           |         |

## Démographie
L'évolution du nombre d'habitants est connue à travers les recensements de la population effectués dans la commune depuis 1793. Pour les communes de moins de 10 000 habitants, une enquête de recensement portant sur toute la population est réalisée tous les cinq ans, les populations de référence des années intermédiaires étant quant à elles estimées par interpolation ou extrapolation. Pour la commune, le premier recensement exhaustif entrant dans le cadre du nouveau dispositif a été réalisé en 2008.

En 2022, la commune comptait 563 habitants, en évolution de −9,34 % par rapport à 2016 (Ardennes : −2,97 %, France hors Mayotte : +2,11 %).
| 1793 | 1800 | 1806 | 1821 | 1831 | 1836 | 1841 | 1846 | 1851 |
| ---- | ---- | ---- | ---- | ---- | ---- | ---- | ---- | ---- |
| 388  | 282  | 400  | 380  | 417  | 461  | 498  | 556  | 611  |

| 1866 | 1872 | 1876 | 1881 | 1886 | 1891 | 1896 | 1901 | 1906 |
| ---- | ---- | ---- | ---- | ---- | ---- | ---- | ---- | ---- |
| 736  | 752  | 767  | 744  | 724  | 673  | 701  | 680  | 617  |

| 1911 | 1921 | 1926 | 1931 | 1936 | 1946 | 1954 | 1962 | 1968 |
| ---- | ---- | ---- | ---- | ---- | ---- | ---- | ---- | ---- |
| 541  | 488  | 680  | 570  | 577  | 578  | 799  | 698  | 696  |

| 1975 | 1982 | 1990 | 1999 | 2006 | 2008 | 2013 | 2018 | 2022 |
| ---- | ---- | ---- | ---- | ---- | ---- | ---- | ---- | ---- |
| 694  | 651  | 619  | 585  | 620  | 630  | 632  | 587  | 563  |

## Culture locale et patrimoine

### Sport
Le Relais équestre des Récolets propose des activités équestres.
Le Petan'club de Pure propose des activités de pétanque et jeu provençal.

### Santé et commerces
La pharmacie Christelle à Pure.

### Lieux et monuments
- Église Saint-Martin de Pure.

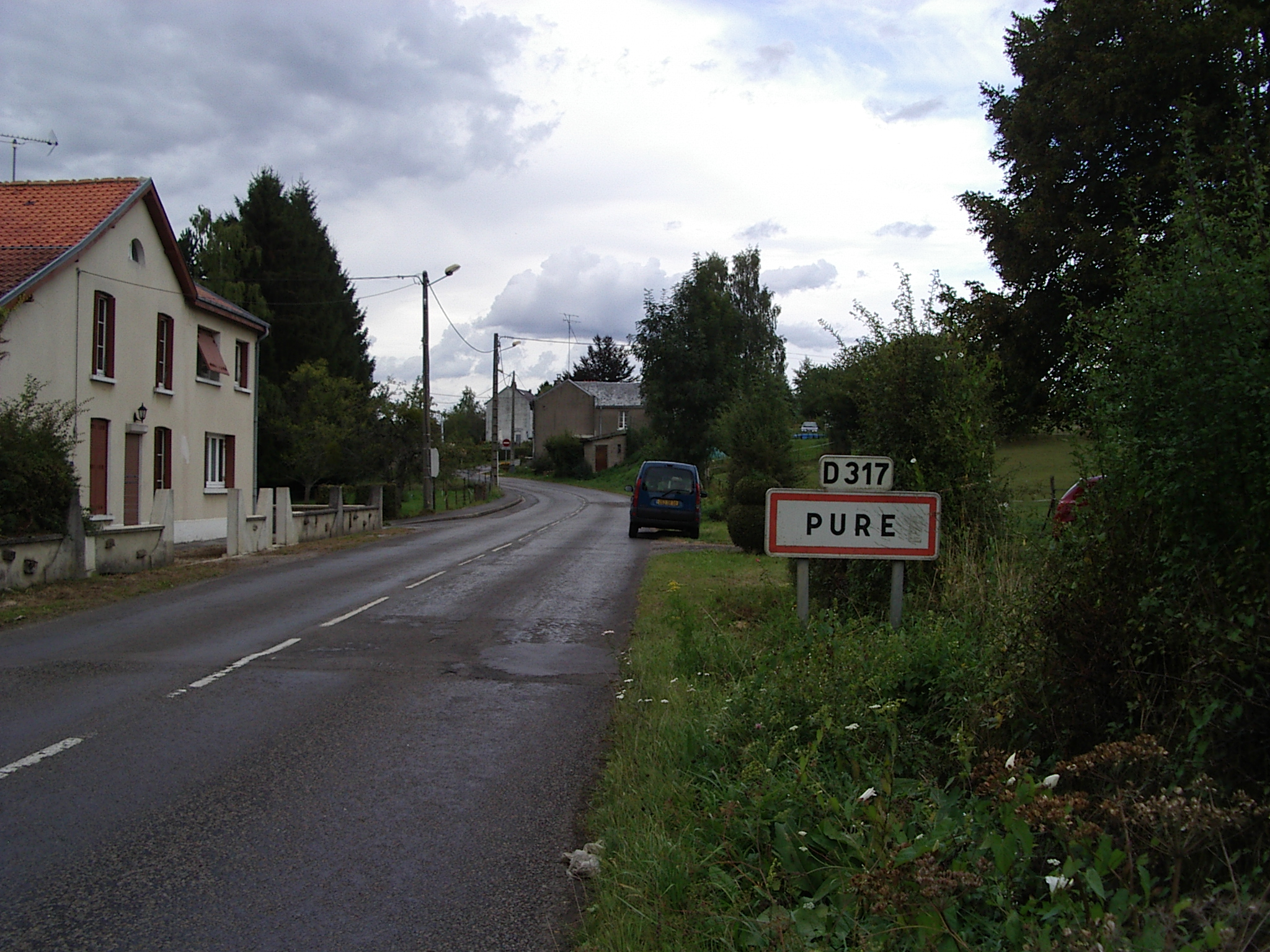
Borne limite de commune.
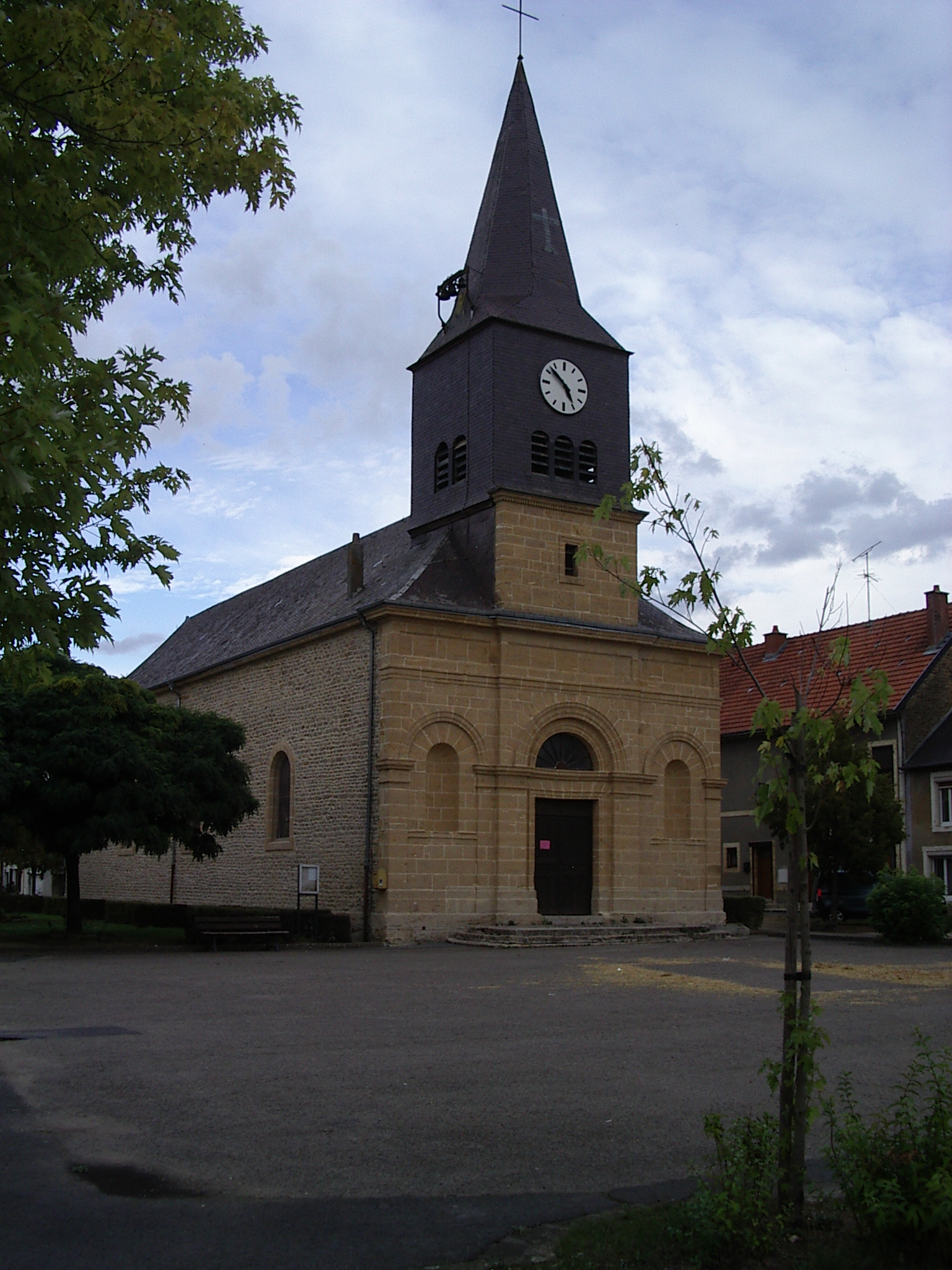
Église paroissiale.
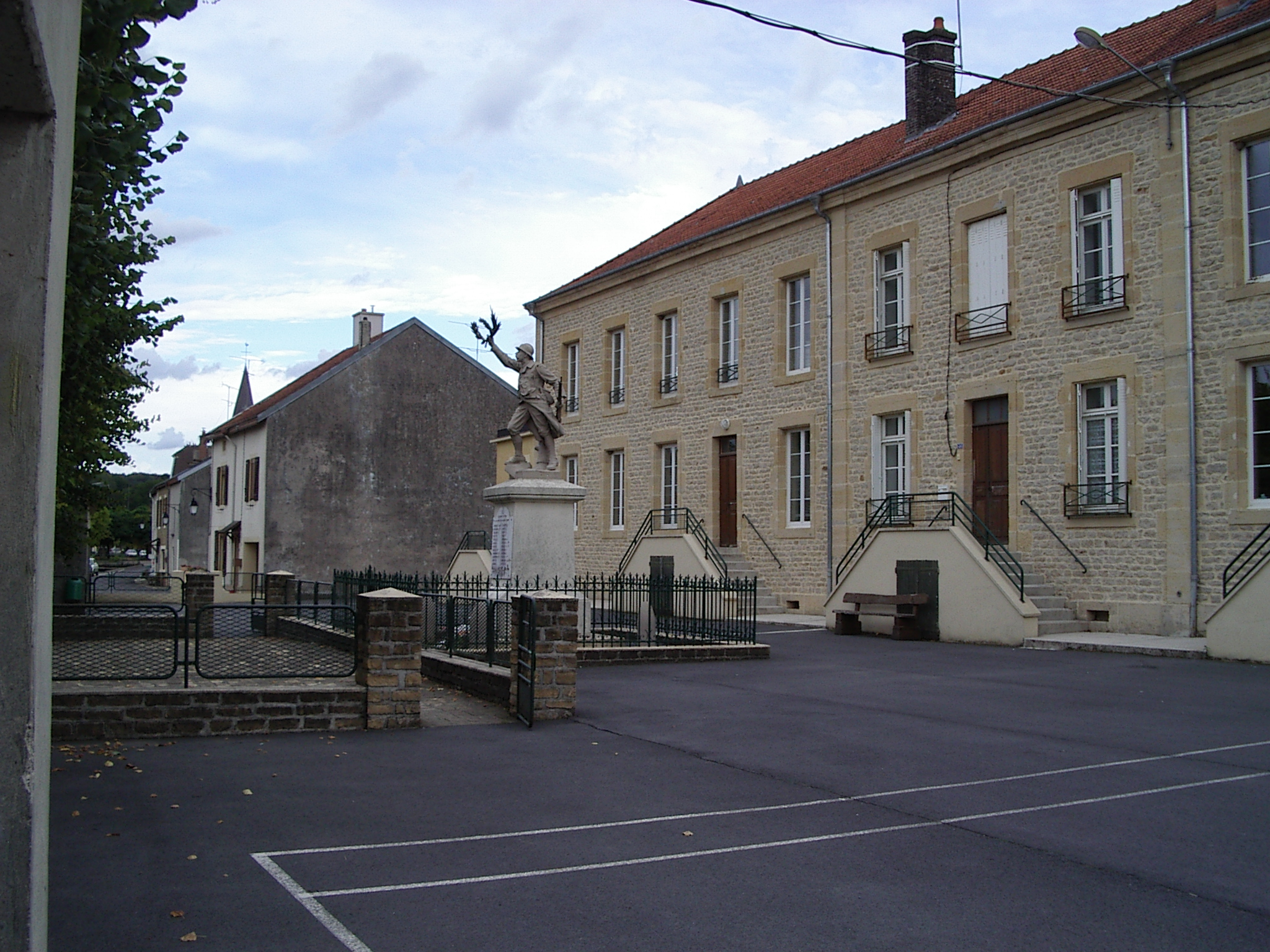
Monument aux morts.
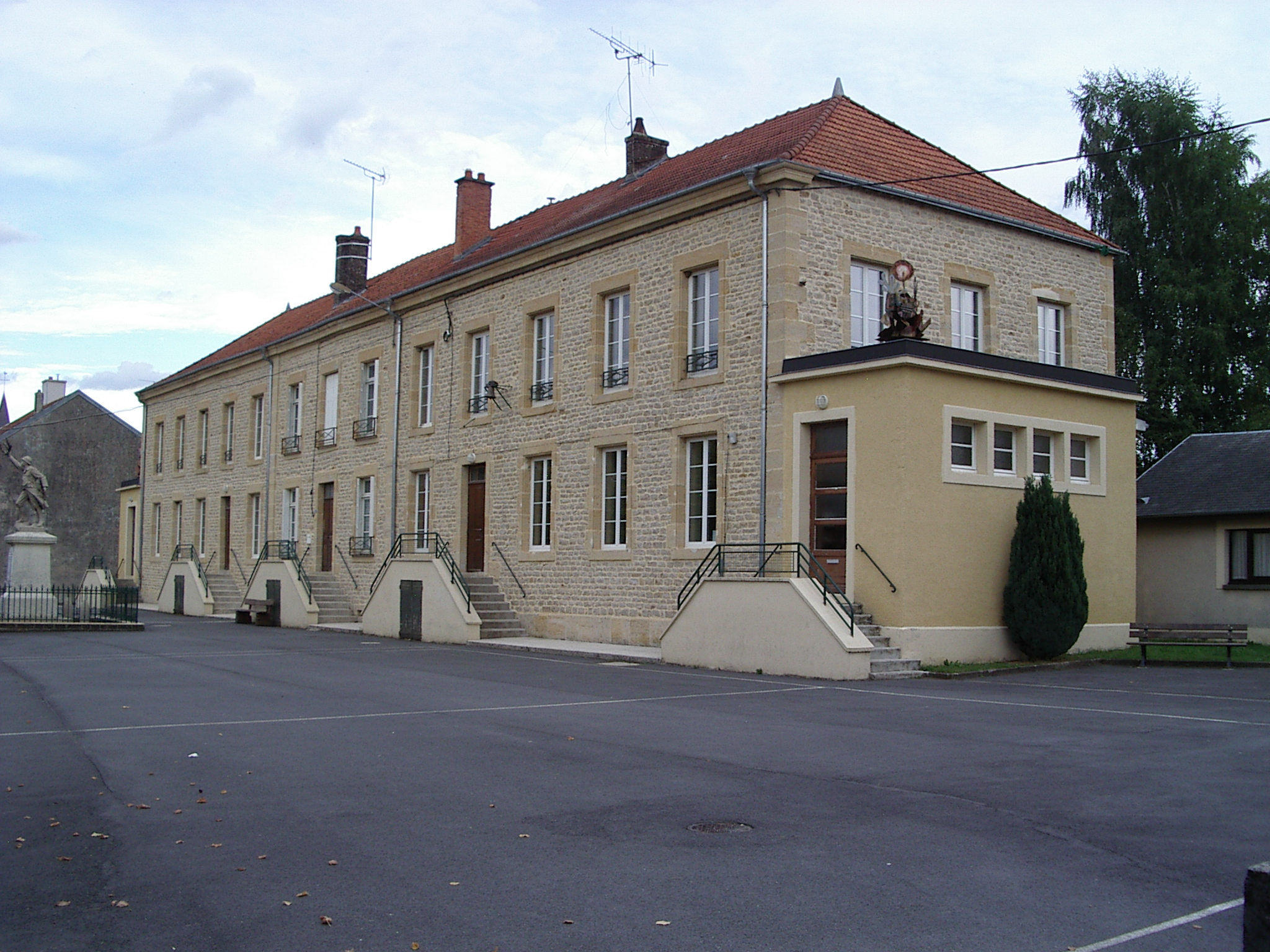
école de Pure
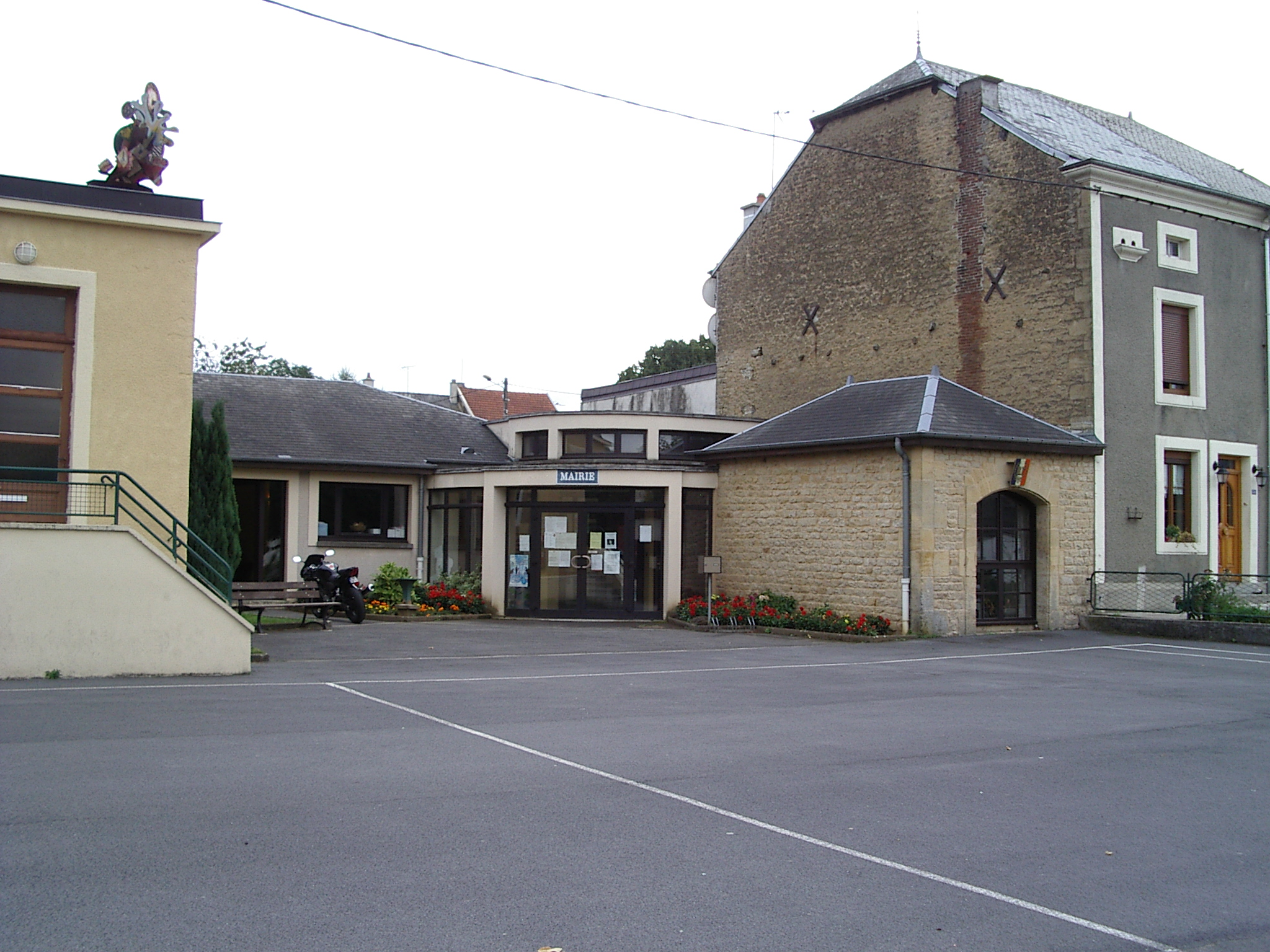
Mairie du Village

### Héraldique
| Armes de Pure | Les armes de Pure se blasonnent ainsi : Tiercé en pairle : au 1er d’argent à la hure de sanglier arrachée de sable allumée et défendue du champ, au 2e de sinople au besant d’or, au 3e de gueules à la roue de moulin d’or, à la divise ondée d’argent brochant en pointe sur la partition. |

## Apparition à l'étranger
La commune de Pure est citée dans l'épisode 9 de la saison 4 de la série américaine Flynn Carson et les nouveaux aventuriers. Lors de cet épisode, nous pouvons voir le blason du village et nous pouvons entendre le nom de la commune qui est citée par l'un des personnages de la série télévisée.